# BMW Z Серії
BMW Z-Серії — це родстери виробництва німецького автовиробника BMW, починаючи з Z1. Спадкоємець BMW 507 після майже 30 років перерви, вона була випущена в чотирьох різних поколіннях, варіантах купе, одиному суперкарі і одному концеп-карі. Буква Z в Z1 розшифрофується як Zukunft (німецька в перекладі означає для майбутнього).

## Історія
Серія Z транспортні засоби в значній мірі розрізняються за базовими платформами:
| Платформа     | Автомобіль | Клас                         | Виробництво    |
| ------------- | ---------- | ---------------------------- | -------------- |
| E30           | Z1         | родстер                      | 1989—1991      |
| E36/7 і E36/8 | Z3         | родстер і купе (відповідно)  | 1996—2002      |
| E85 і E86     | Z4         | родстер і купе (відповідно)  | 2002—2008      |
| E89           | Z4         | родстер (з висувною хардтоп) | 2009—даний час |
| E52           | Z8         | суперкар / родстер           | 2000—2003      |
| Концепт       | Z9         | Концепцт купе і кабріолет    | 1999—2000      |

## Z1 на базі E30, 1989—1992 роки

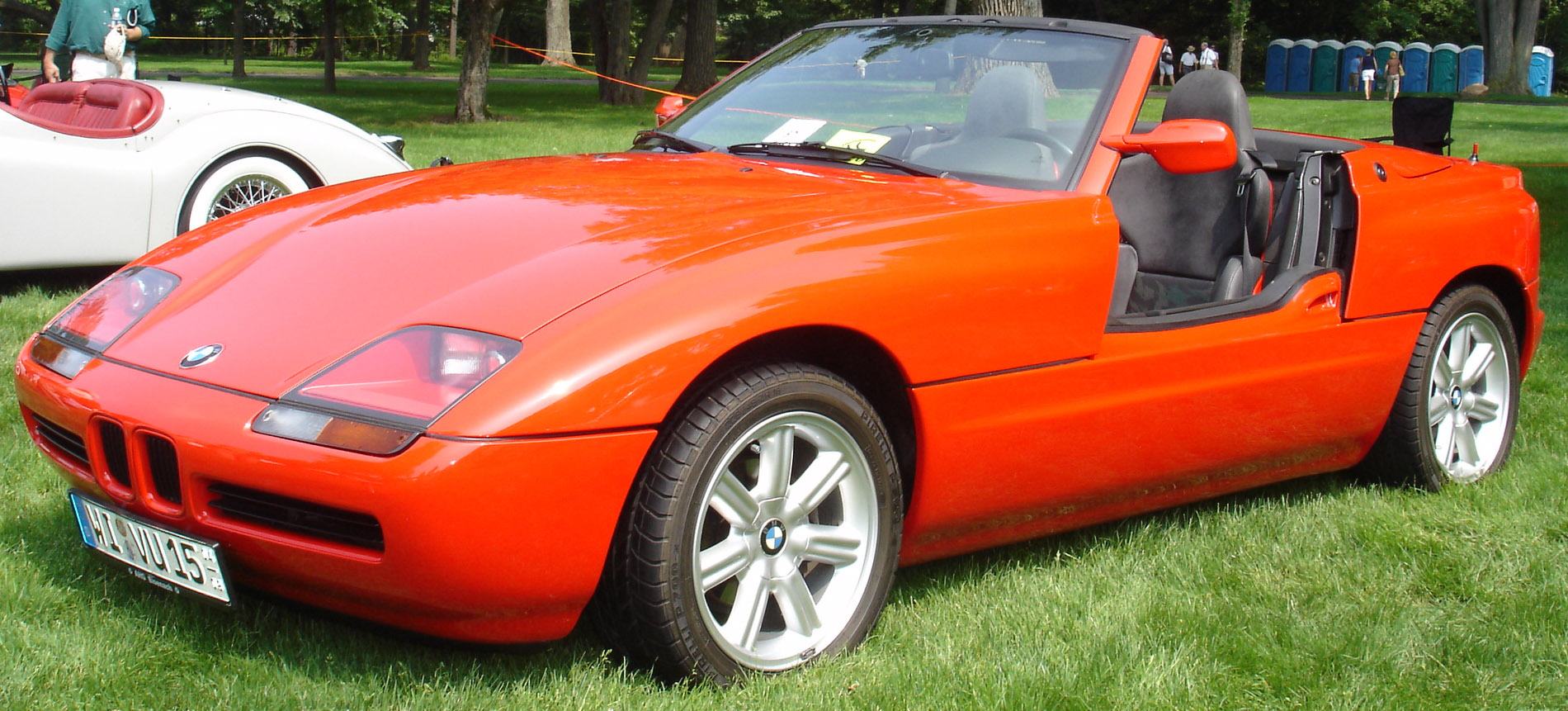
BMW Z1

BMW Z1 — двомісний родстер, розроблений компанією BMW і виготовлявся з березня 1989 по червень 1991. Ознакою Z1 є незвичайні двері, які, замість того, щоб відкриваються назовні і вгору, ховаються в дверні пороги. Всього було виготовлено 8000 Z1.

## Z3 (E36/7, E36/8), 1996—2002

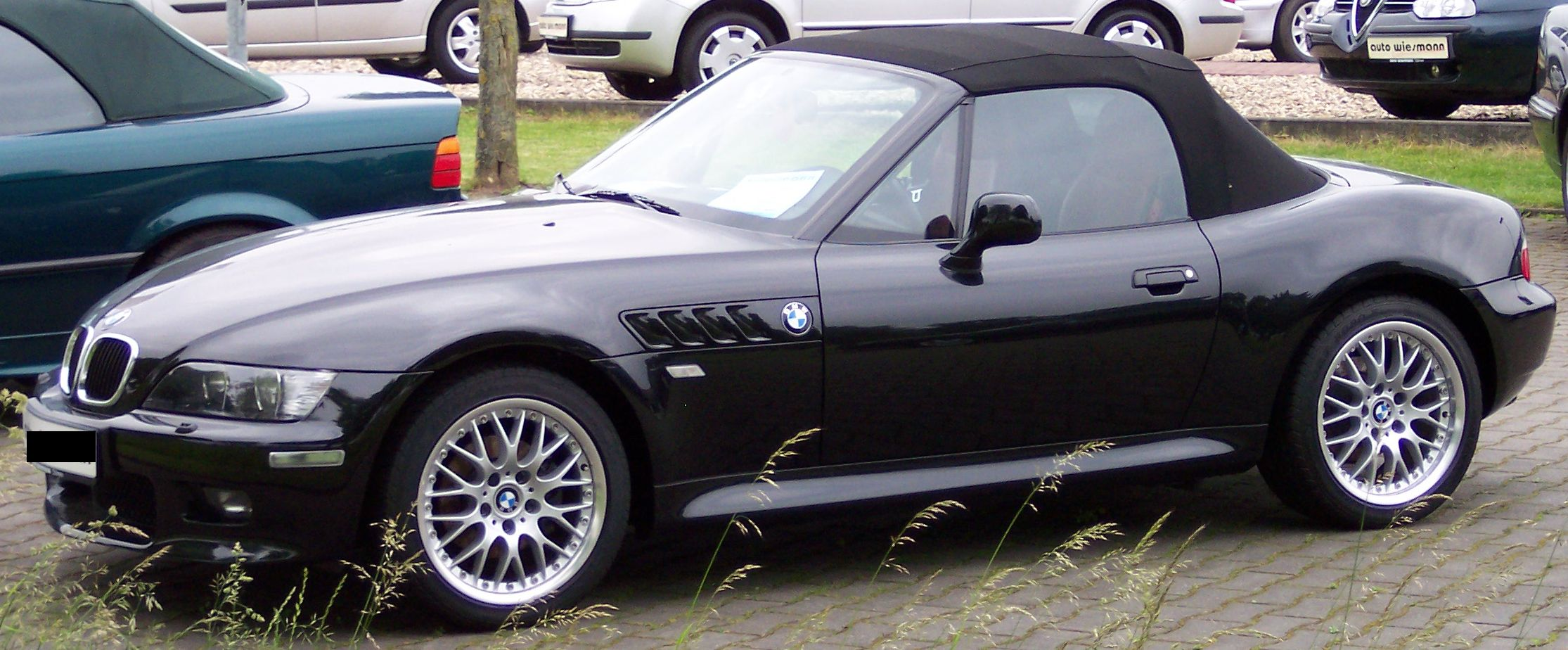
BMW Z3

Z3 була першим сучасним масовим родстером виробництва BMW. Z3 був виведений на ринок в 1996 році, незабаром після того, як його показано у фільмі Джеймс Бонд. Існували кілька варіантів автомобіля, в тому числі версія купе (з 1999 року) і M версії для обох моделей.

## Z4 (E85/E86), 2002—2008

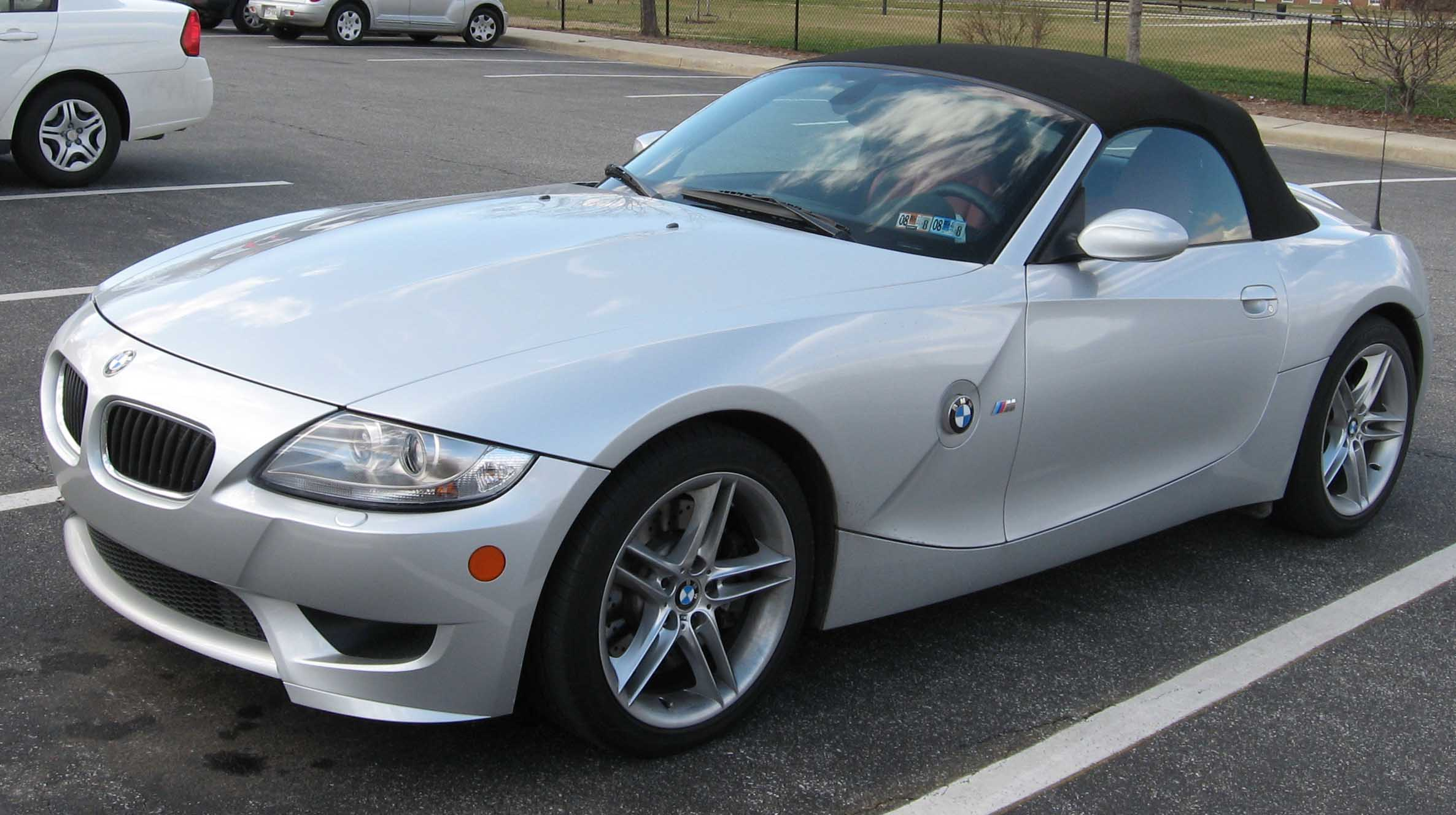
BMW Z4 I

Перше покоління BMW Z4 була відома як E85 — родстер і E86 — купе. Вона була розроблена данським BMW-дизайнером Андерсом Вармінгом..
Z4 отримала багато критики на адресу дизайну порівняно з попередницею Z3; Z4 була більша, і мала значно жорсткіше шасі. Вона була побудована в Спартанбурзі, Південна Кароліна. Спочатку Z4 була доступна тільки як родстер, а в 2006 була офіційно запущена версія купе. Останній автомобіль з першого покоління Z4 був зібраний в Північній Америці 27 серпня 2008 року.

## Z4 (E89), 2009—2016

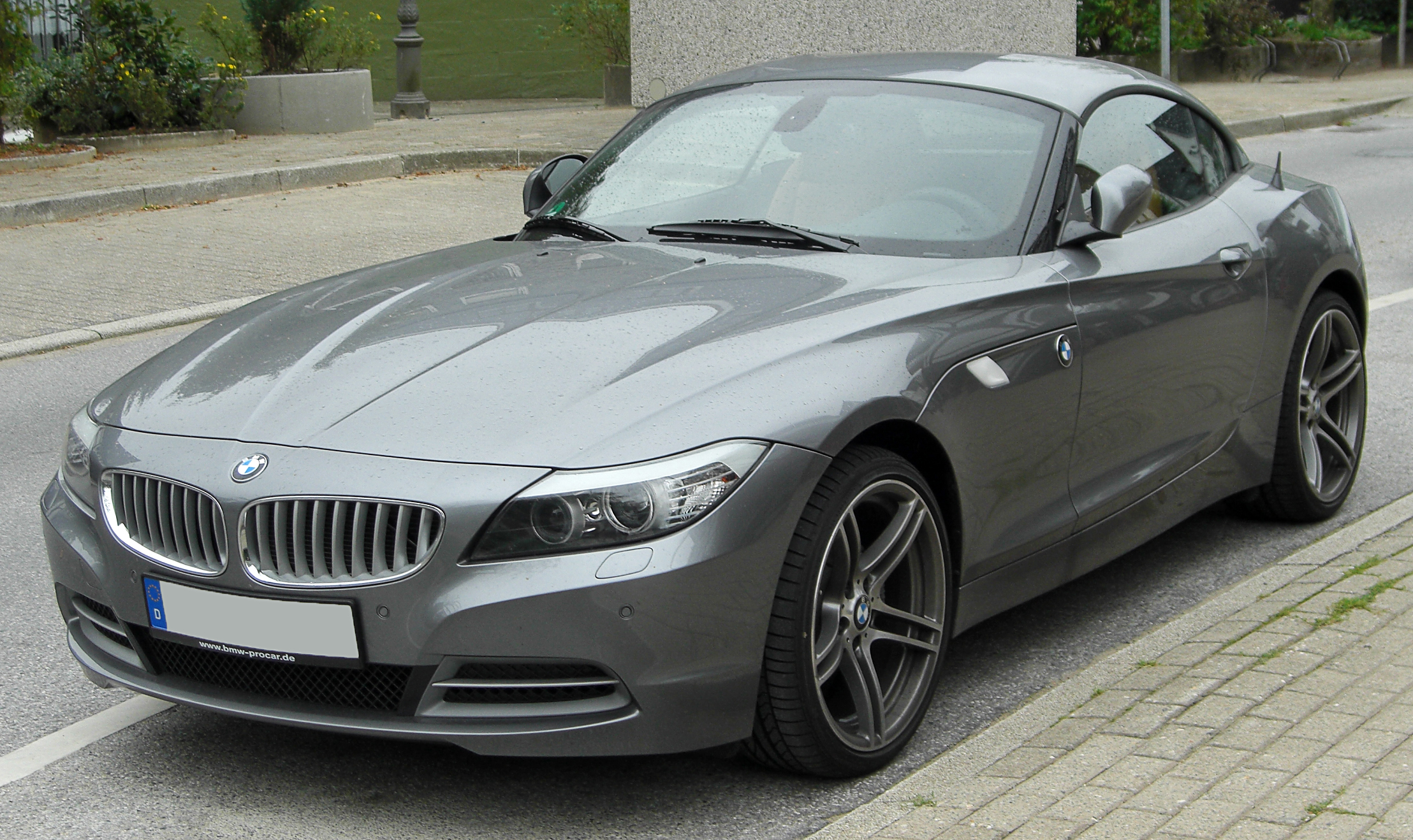
BMW Z4 II

Про друге покоління Z4 було оголошено 13 грудня 2008 і воно дебютувало у 2009 році на Північноамериканському міжнародному автосалоні в Детройті в наступному місяці. Використання висувною жорстким дахом, новий Z4 замінює попередній родстер і купе версії для 2009 модельного року. Тильна сторона виконана з двох частин, легкий корпус з алюмінієвою і займає 20 секунд, щоб скласти або вниз. Виробництво був переміщений зі Сполучених Штатів Америки Регенсбург, Німеччина.

## Z4 (G29), 2018—даний час

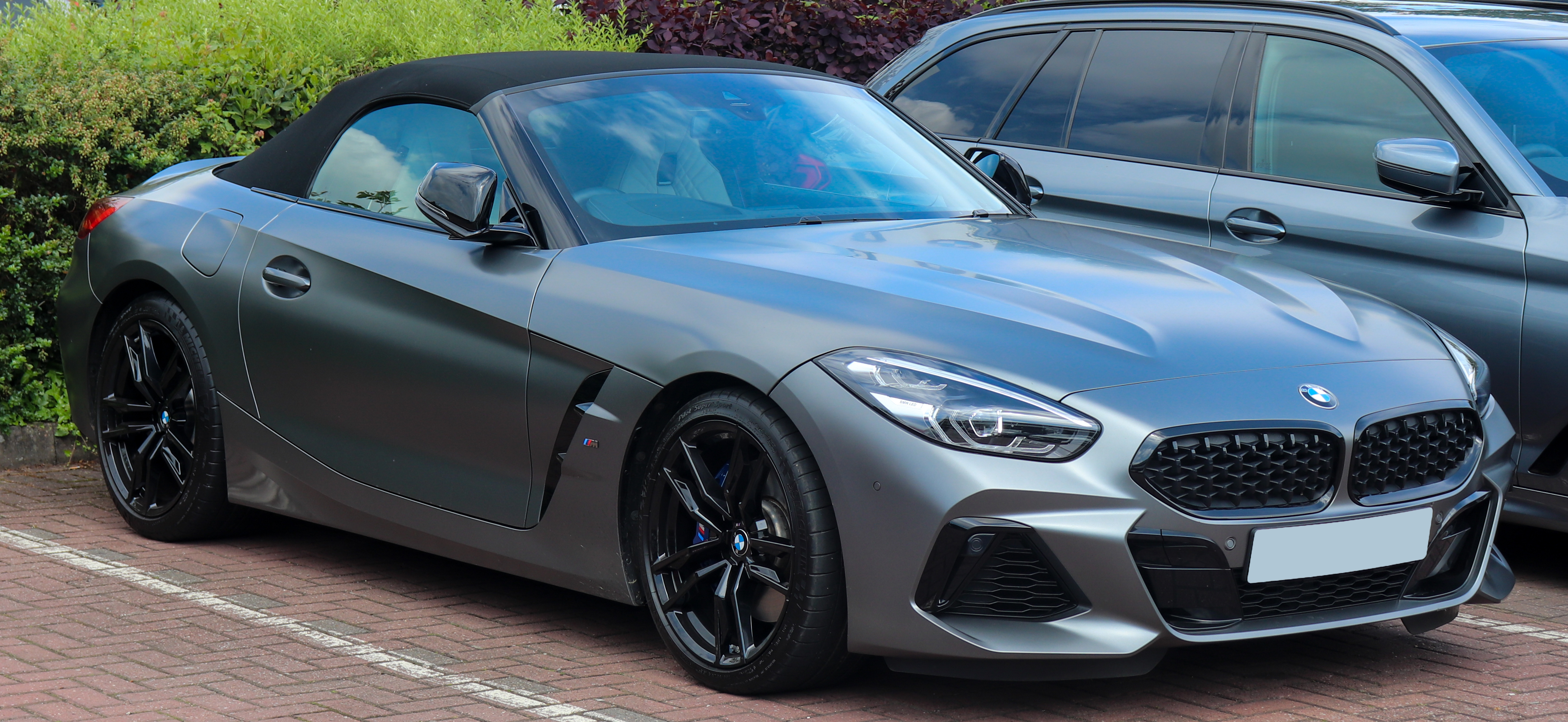
BMW Z4 III

Концепція BMW Z4 була представлена в серпні 2017 року на виставці Pebble Beach. Громадськості концепт-кар представили на Франкфуртському автосалоні в вересні 2017 року. Серійна модель дебютує в 2018 році з заводським індексом G29.
Платформа Z4 також буде використовуватися в новій Toyota Supra. Спорткар буде випускатися в Австрії на заводі Magna Steyr.

## Z8 (E52), 2000—2003 роки

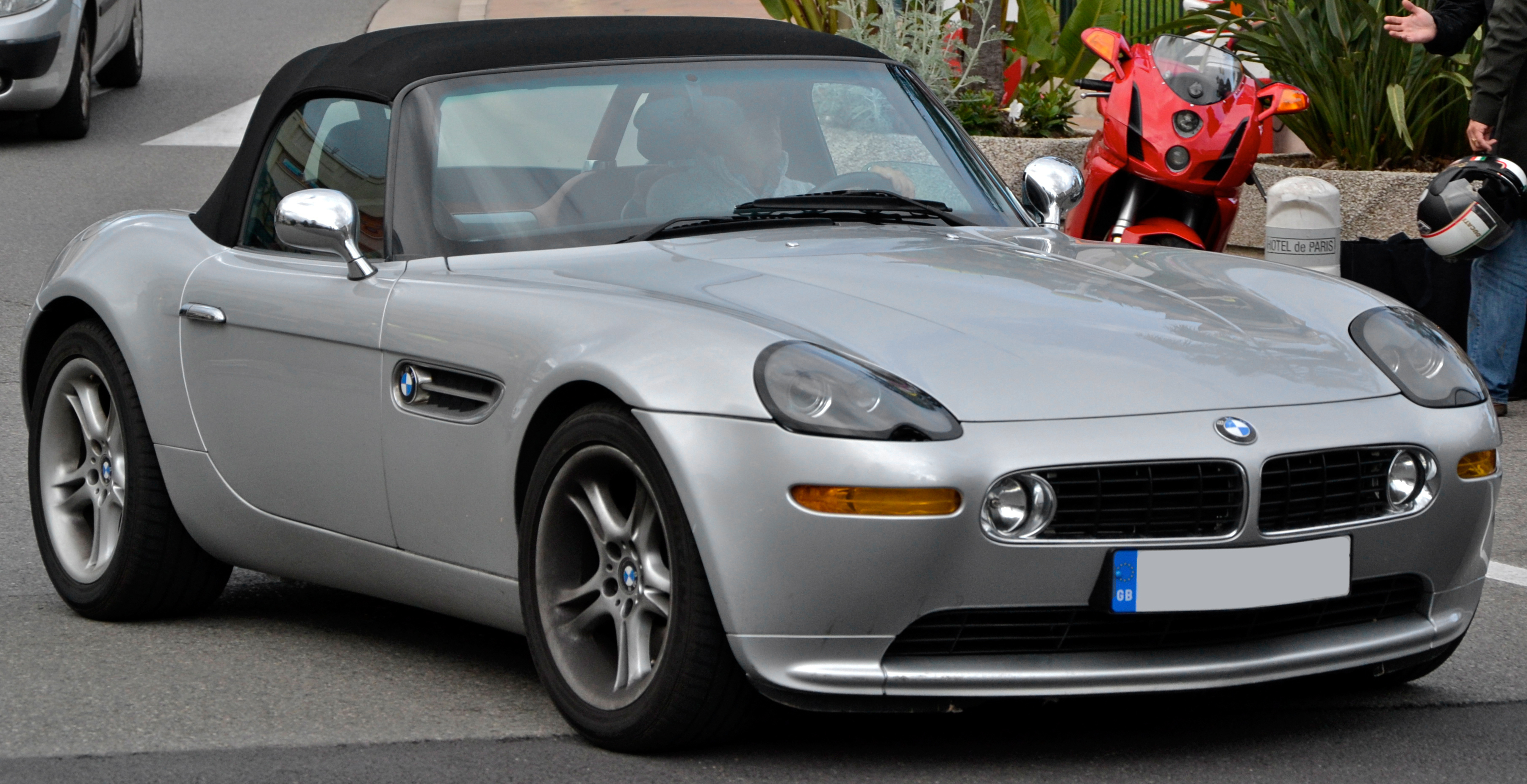
BMW Z8

BMW Z8 це німецький автомобіль, випускався фірмою BMW з 2000 по 2003 рік. Z8 був представлений як концепт-кар Z07 в 1997 році, який був розроблений спільно Fisker Хенрік на БМВ DesignworksUSA в Південній Каліфорнії. Z07 спочатку був задуманий як концепт-кар, щоб згадати легендарну модель BMW 507, яка випускалась з 1956 по 1959 роки. Z07 викликав сенсацію на '97 Tokyo Auto Show. Після успіху концепт-кару керівництво BMW ухвалило рішення про серійне виробництво малими партіями моделі під назвою Z8. Всього було побудовано 5703 екземплярів Z8, приблизно половина з яких було експортовано в США.

## Z9 концепт

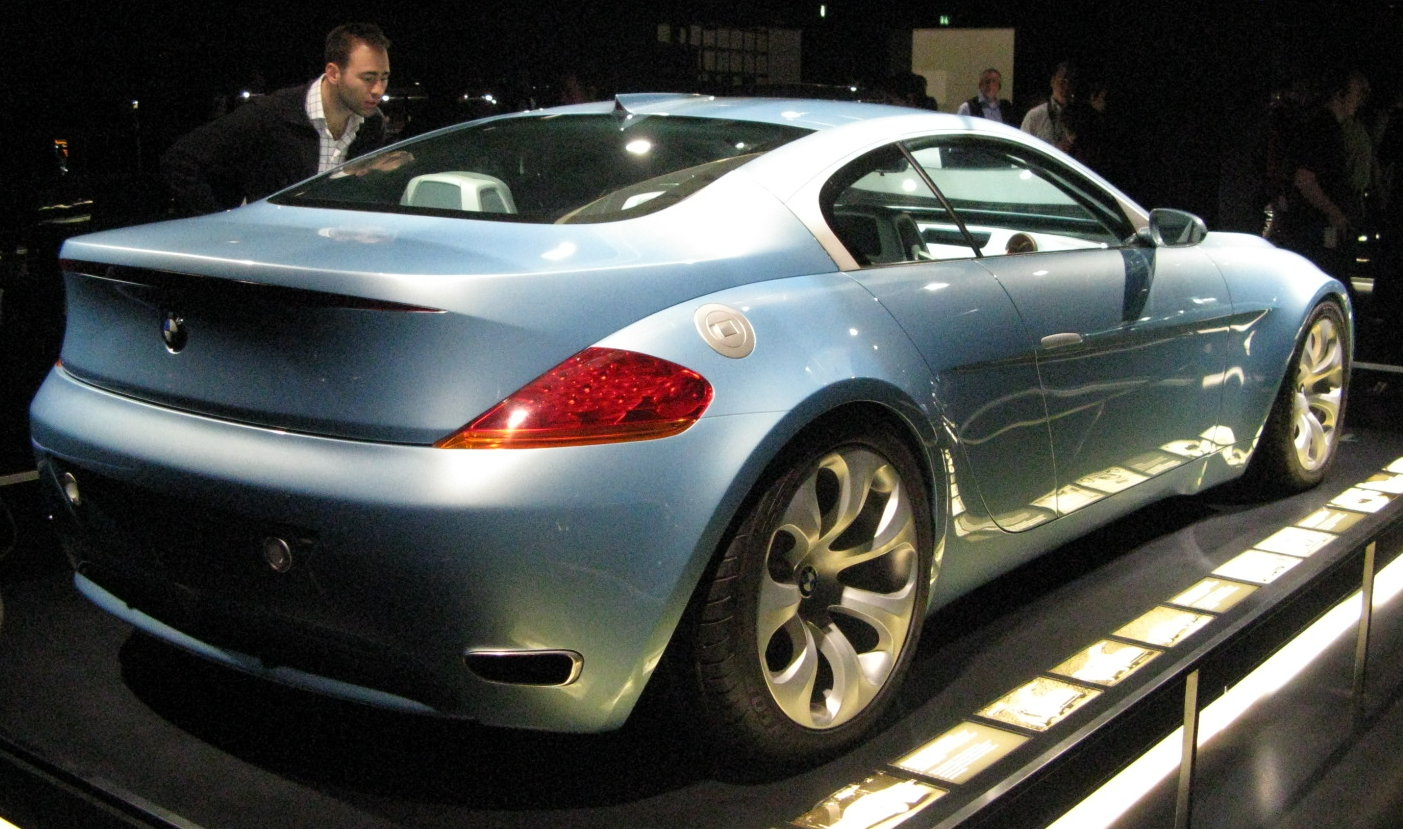
BMW Z9

BMW Z9 (або Z9 Gran Turismo, Z9 GT) це концеп купе показаний в 1999 році компанією BMW на Франкфуртському автосалоні. У 2000 на Паризькому автосалоні був дебют Z9 з кузовом кабріолет. Z9 ознаками шкіри вуглецевого волокна на просторі кадру алюмінію. Велика частина стилю серійної E63 6 серії походить від Z9. Транспортний засіб, також ознаками унікальний крило чайки двері, які також відкрили, як звичайних орних дверей. Z9 не перетворити його в серійне виробництво, проте багато його нововведення зробили. Інтер'єр включені ранні концепції iDrive системи БМВ, званого інтуїтивного взаємодії Концепція. Z9 ознаками перший у світі V8 турбодизель, пізніше, підготовлені для BMW 7-ї серії 740d моделі.

## M версії
Z3 була першою з серії Z, що мала модифікацію BMW M в версії M Coupe і M Roadster. Перше покоління Z4 також продовжує традиції M, з другого покоління M Coupe і M Roadster транспортних засобів. Станом на березень 2009, не було офіційних заяв по відношенню до третього покоління M Roadster.

## Зноски
1. ↑  Освальд, тв. соч., стор 258. Виробництво повинно було початися в червні 1988 року, але було відкладене до березня 1989 року.
2. ↑  Дизайн до реальності: видавець Z4 Roadster. Архів оригіналу за 12 січня 2009. Процитовано 3 квітня 2010.
3. ↑  США преси: 2009 Z4 Roadster (PDF). Архів оригіналу (PDF) за 29 травня 2009. Процитовано 3 квітня 2010.
4. ↑  2009 Огляд BMW Z4. Архів оригіналу за 15 грудня 2008. Процитовано 3 квітня 2010.
5. ↑  2009 BMW Z4. Архів оригіналу за 17 грудня 2008. Процитовано 3 квітня 2010.
6. ↑  236/new-bmw-z4-to-debut-on-jan-11th Новий BMW Z4 дебютувала на 11 січня[недоступне посилання з жовтня 2019]
7. ↑  BMW Прес-реліз: Z9 Gran Turismo Концепт-кар
8. ↑  BMW Прес-реліз: BMW Group в 2001 році на Північноамериканському міжнародному автосалоні. Архів оригіналу за 7 вересня 2012. Процитовано 3 квітня 2010.